# Nüpli
Nüpli – wieś położona w estońskiej gminie Otepää.
Według spisu ludności z 2021 roku wieś Nüpli miała 29 mieszkańców.

## Kultura
We wsi Nüpli znajduje się muzeum Gustav Wulff-Õie, które należy do Muzeum Literatury Estońskiej (est. Eesti Kirjandusmuuseum).

## Sport

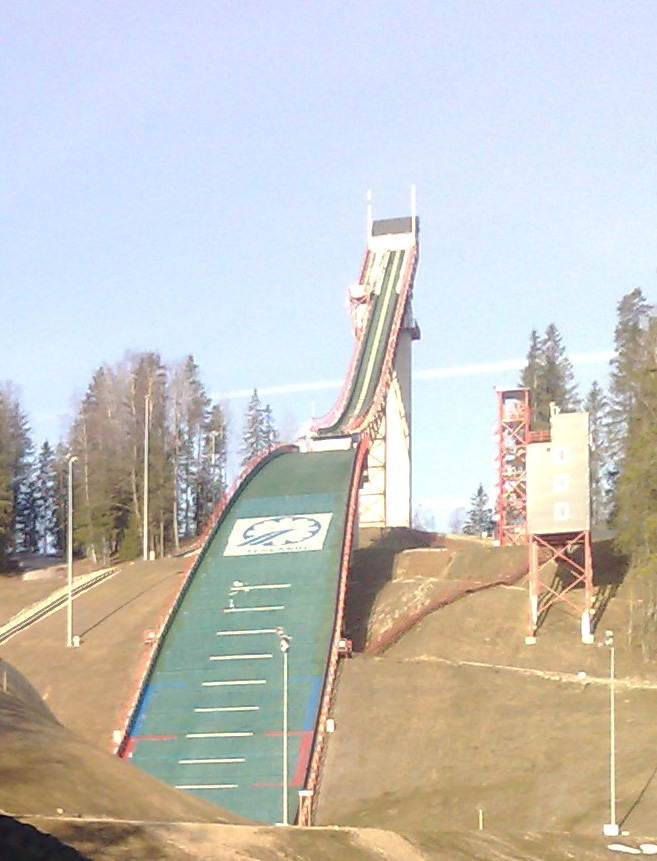
Skocznia narciarska K-90 (2009)

W 2008 roku na górze Tehvandi została otwarta skocznia narciarska K-90.